# Lupercus

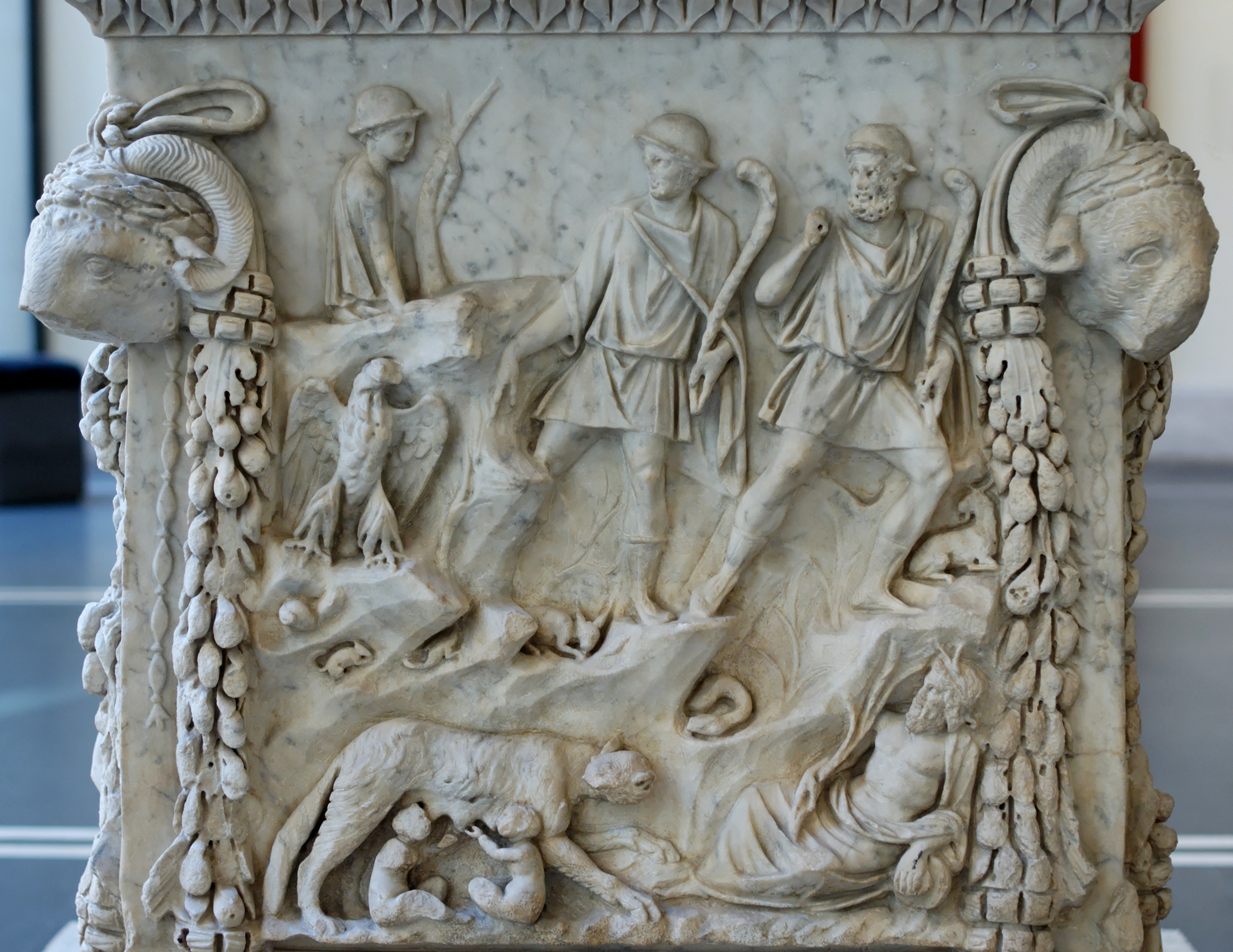
Marmeren altaar met beeltenis van de Lupercal.

Lupercus (afgeleid van lupus, wolf) is een oude rurale godheid uit de Romeinse mythologie die wordt ingeroepen om de vruchtbaarheid te beschermen. Aanvankelijk werd deze godheid geïdentificeerd met de wolf die is gewijd aan Mars, maar werd later beschouwd als een epitheton van de god Faun (faunus lupercus), om uiteindelijk te worden vereenzelvigd met de Griekse god Pan. 

## De cultus
In het oude Rome was een heiligdom aan Lupercus gewijd; een grot aan de voet van de Palatijnse heuvel, de Lupercal. Het zou de grot zijn waarvan wordt gezegd dat Faustolus er de tweeling Romulus en Remus aantrof. De priesters van dit heiligdom, de zogeheten Luperci waren verdeeld in twee groepen, de Luperci Quintili en de Luperci Fabiani, volgens de traditie respectievelijk afgeleid van de metgezellen van Romulus respectievelijk Remus. 
De heilige dag van Lupercus was 15 februari. Voor deze gelegenheid werden de Lupercalia gevierd, die bestond uit zuiveringsrituelen waarbij geiten en een hond werden geofferd. Dit werd gevolgd door het tweede deel van de rite, waarin twee jonge Luperci werden ingewijd door met hun voorhoofd nat van het bloed van de geofferde dieren en gekleed in adamskostuum, rond de Palatijn liepen, waarbij ze iedereen die ze ontmoetten, vooral de vrouwen, met een zweep sloegen die gesneden was van de huid van de geofferde dieren.